# M46 Patton
M46 Patton je američki srednji tenk, u osnovi kao modernizirana inačica M26 Pershing tenka iz Drugog svjetskog rata (prvotno nazvan M26E2, kasnije preimenovan u sadašnje ime). Ušao je u službu 1949. godine i M46 je rabljen u Korejskom ratu i pokazao se superioran nasprem sovjetskog T-34/85 kojeg je rabila Sjeverna Koreja. U tom ratu se pokazao kao idealno obrambeno oružje, pa je stoga u većini slučajeva tako i korišten. M46 Patton nazvan je prema američkom generalu iz Drugog svjetskog rata, George S. Pattonu i prvi je tenk u seriji tenkova Patton, nakon čega ga slijede M47, M48 i M60 Patton tenkovi. Povučen je iz službe u američke vojske 1957. godine.

### Unutarnje poveznice
- M26 Pershing
- M103 (tenk)
- M1 Abrams